# Османо-габсбургские войны
Османо-габсбургские войны — серия военных конфликтов между Османской империей и различными ветвями династии Габсбургов, правившими в Австрийской империи, а также в отдельные промежутки времени в Испании, Священной Римской империи и королевстве Венгрия. Началом этих конфликтов считается Мохачская битва, после которой треть Венгрии стала данником Османской империи.
В XVI веке Османская империя была серьёзной угрозой Европе, которая не могла мобилизоваться на отпор из-за Реформации и франко-габсбургского соперничества. Однако у Османской империи в это время были свои проблемы — с Персией на востоке и египетскими мамлюками на юге — которые не позволили ей обратить против Европы все свои усилия.
Вестфальский мир 1648 года и Война за испанское наследство 1701—1714 годов оставили Австрию единственным компактным габсбургским владением, и османо-габсбургские войны свелись к австро-турецким войнам. Нарастающее превосходство Европы в военном деле позволило Габсбургам отвоевать Венгрию и начать наступать на Балканах. Конфликты завершились, когда во время Первой мировой войны Австро-Венгрия и Османская империя стали союзниками, а после войны обе империи прекратили своё существование.

## Противники сближаются друг с другом
Долгое время Королевство Венгрия являлось основным противником турок в Европе. После гибели его короля Лайоша II в 1526 году в Мохачской битве его вдова Мария Австрийская бежала в Австрию к своему брату Фердинанду. Фердинанд, будучи женатым на старшей сестре погибшего Лайоша — Анне — предъявил права на его наследство. Часть венгерских дворян, собравшись на съезд в Пожони, провозгласила Фердинанда новым королём Венгрии, однако другая часть, собравшись в Токае, избрала королём Яноша Запольяи.
В 1527—1528 годах армия Фердинанда вторглась в Венгрию, разбила войска Запольяи и изгнала его из страны в Польшу. Находясь в изгнании, Янош Запольяи обратился в 1528 году за помощью к Османской империи. 10 мая 1529 года началось вторжение Сулеймана Великолепного в Венгрию. Во время этого вторжения османские войска выбили силы Габсбургов из страны и восстановили власть Яноша в большей части Венгрии. Янош Запольяи в июле 1529 года принёс вассальную присягу турецкому султану и был признан им королём Венгрии.

## Осада Вены
Одержав победу при Мохаче, Сулейман считал, что он, как завоеватель, вправе распоряжаться венгерской короной, и пообещал её Запольяи. У Фердинанда было мало ресурсов и людей как в австрийских владениях Габсбургов, так и в самой Венгрии, поэтому весной 1528 года он направил в Стамбул посланников, которые должны были вести переговоры о мире, но те вернулись с пустыми руками. 10 мая 1529 года Сулейман выступил со своей армией в поход на Вену. По дороге, в Мохаче, Запольяи был коронован королём Венгрии. Затем у Фердинанда отобрали Буду, и Запольяи был возведён на венгерский трон.
Тяжёлые природные условия привели к тому, что турецким войскам пришлось потратить четыре месяца на путь от Стамбула до Буды, и ещё две недели, чтобы подойти к Вене, куда они прибыли в последние дни сентября. Коммуникации османской армии были слишком растянуты, а сами войска — измотаны, поэтому после трёх недель безуспешной осады Сулейман отдал приказ об отступлении. Уход турок осаждённые восприняли как чудо.

## Малая война
После поражения под Веной Сулейману пришлось отвлечься на дела в других частях своей империи. Воспользовавшись отсутствием турецких войск, австрийцы в 1530 году перешли в контрнаступление, и отбили ряд важных крепостей на Дунае. В 1532 году Сулейман вернулся, но, чтобы подойти к Вене, его войскам нужно было взять находившийся в 80 километрах к югу от столицы городок Кёсег, который капитулировал только после трёх недель осады. С началом августовских дождей османская армия была вынуждена отступить. В 1533 году между Фердинандом и Сулейманом был подписан мирный договор. Янош Запольяи был признан венгерским королём и османским вассалом, турки признали оставшуюся часть Венгрии за Габсбургами.
Договор не удовлетворил ни Яноша, ни Фердинанда, чьи армии начали стычки друг с другом вдоль границы. Периодически обращаясь за помощью к туркам, венграм удавалось сдерживать Габсбургов, а в 1543—1544 годах турки вновь перешли в наступление, взяв ряд крепостей на Дунае, после чего вновь было подписано перемирие.
Состояние мира между австрийцами и турками продолжалось до 1552 года, когда Сулейман решил атаковать Эгер. Осада Эгера закончилась неудачей, австро-венгерская победа под Эгером после долгого периода поражений в Венгрии дала австрийцам основание полагать, что Венгрия всё-таки является спорной территорией, а не потеряна навсегда.
В 1566 году старый Сулейман вновь атаковал австрийские владения в Венгрии, но во время Сигетварской битвы скончался.

## Война в Средиземноморье
В XV веке произошли два события, вызвавшие большой рост числа беженцев в Средиземноморье: падение Константинополя в 1453 году, и постепенное изгнание мавров из Испании начиная с 1492 года. Разорённые и недовольные бывшие обитатели этих мест жаждали мщения, и многие из них стали пиратами. Обычно христиане базировались в Центральном Средиземноморье: на Сицилии, Мальте или на одном из островов близ побережья Далмации; мусульмане присоединялись к своим единоверцам в Северной Африке. В начале XVI века в Алжире укрепился Хайр-ад-Дин Барбаросса, провозгласивший себя султаном и признавший верховную власть Османской империи.
Основной угрозой для Османской империи в Восточном Средиземноморье был Орден святого Иоанна, превративший в свою укреплённую базу остров Родос. Турецкая атака на остров в 1480 году была отбита, но в 1522-м турки смогли, наконец, захватить его. Император Карл V в 1530-м году передал рыцарям остров Мальта, и они продолжили свою собственную войну с турками, опираясь на новые базы.
Избранный в 1519 году императором Священной Римской империи Карл V, принадлежавший к испанской ветви Габсбургов был ревностным католиком, он пытался построить всеевропейскую империю, поэтому турецкую угрозу воспринял со всей серьёзностью. Однако против его универсалистских планов выступил французский король Франциск I, в результате чего в 1521 году началась война. Чтобы ослабить соперника, в 1528 году Франциск I пошёл на неслыханный шаг: заключил договор с султаном Сулейманом о союзе против Габсбургов; так был основан Франко-турецкий альянс. Будучи вынужденным отвлечься от Франции, Карл V также открыл «второй фронт»: он сумел подвигнуть на действия против османской империи персидского шаха, образовав габсбургско-персидский альянс.
В 1533 году Хайр-ад-Дин Барбаросса был назначен главнокомандующим турецким флотом, и в 1534 году захватил Тунис, однако год спустя Тунис был отбит Карлом V. В 1538 году морское сражение при Превезе турецкого флота против объединённых флотов Испании, Венеции и Папского государства окончилось победой Барбароссы. В 1543 году, во время очередной «итальянской» войны флот Барбароссы совместно с французским флотом участвовал в осаде Ниццы, которую защищали войска Карла V. В 1556 турецкие войска начали осаду Орана, которая не принесла успеха.
В 1565 году турки решили захватить Мальту, которую Карл V отдал иоаннитам. За 30 лет пребывания на острове рыцари выстроили там мощные укрепления, а получив от своих шпионов информацию о планах турок стали день и ночь работать над улучшением обороноспособности, поэтому, хотя турки и доставили на Мальту огромную армию, Великая осада Мальты закончилась их поражением.
После смерти Сулеймана I в 1566 году султаном стал его сын Селим II. Чтобы противостоять туркам, в 1571 году европейские страны создали «Священную лигу», флот которой одержал победу над турецким в битве при Лепанто. Победа при Лепанто во многих странах западной Европы тогда рассматривалась не просто как победа в обычном морском сражении, а как и важнейшая победа христианства над исламом, однако в реальности она не оказала особого влияния на ход шедшей тогда очередной венециано-османской войны: воспользовавшись отсутствием единства среди союзников, Турция построила новый флот и успешно закончила войну. По мирному договору 1573 года Венеция уступила Турции остров Кипр.

## Завоевание Крита Османской империей
Мальтийские рыцари, воспрянув духом, возобновили нападения на мусульманские суда по всему Средиземноморью. В ответ турки в 1648 году высадились на Крите. Венецианцам пришлось защищать свой последний крупный остров в Эгейском море в одиночку, так как Австрия приходила в себя после Тридцатилетней войны, а Испания воевала с Францией.
Тем не менее, Венецианская республика всё ещё обладала мощным флотом, и осада турками последней венецианской крепости на Крите затянулась. Блокада венецианцами Дарданелл явилась серьёзным унижением для Османской империи, и не давала возможности нормально снабжать экспедиционный корпус на Крите. В течение следующих десяти лет Испания успела помириться с Францией, а Австрия возобновила войну с турками. Тем не менее, в итоге в 1664 году турки заключили мир с Австрией, а венецианский флот в итоге потерпел поражение, и остров Крит пал после десятилетней осады.

## Великая Турецкая война
В 1682 году, в ответ на габсбургские налёты на Османскую Венгрию, турки двинули на Австрию огромную армию, но в 1683 году она была разбита под Веной. В 1684 году была создана антитурецкая Священная лига в составе Австрии, Польши и Венеции. После заключения в 1686 году Вечного мира между Русским царством и Речью Посполитой к Священной лиге примкнула Россия. В течение последующих 16 лет австрийские войска перешли в масштабное наступление и отбили у турок значительные территории — южную Венгрию и Трансильванию. Турки были вынуждены признать условия Карловицкого мира 1699 года, который передал Австрии Венгрию, Трансильванию, Хорватию, Венеции — Морею и острова Архипелага, Польше — находившееся с 1672 г. у Турции Подолье.

## Игра окончена
Хотя Великая турецкая война явилась для Османской империи бедствием, от которого она так и не смогла оправиться, Габсбурги вскоре также оказались втянутыми в разрушительную войну против своего традиционного противника — Франции. Поскольку испанский король Карл II с самого раннего детства был болен умственно и физически, а других мужчин в Испанской ветви рода Габсбургов не было, вопрос о наследовании огромной Испанской империи — которая включала помимо Испании также владения в Италии и Америке, Бельгию и Люксембург — был постоянным предметом обсуждения. На испанский престол претендовали две династии: французские Бурбоны и австрийские Габсбурги; обе королевские семьи были тесно связаны с последним испанским королём. В результате охватившей всю Европу и Северную Америку войны за испанское наследство корона Испании перешла от Габсбургов к Бурбонам, под властью Габсбургов осталась лишь Австрия.
В XIX веке и Австрийская, и Османская империя постепенно приходили в упадок, их обгоняли другие государства, раньше их вступившие в индустриальную эпоху. Начался рост национализма на Балканах и в долине Дуная. В 1867 году Австрийская империя превратилась в Австро-Венгрию, в результате чего одна из крупнейших наций империи прекратила бороться против единства страны, но Османская империя подобных преобразований не сделала, и её раздирали восстания национальных меньшинств. В результате, терпя поражения на разных фронтах, турки не смогли предотвратить оккупацию Австро-Венгрией Боснии в 1878 году (была формально аннексирована в 1908 году).
Отношения между Австро-Венгрией и Османской империей стали улучшаться, когда они почувствовали в России общую угрозу. Это привело к тому, что в Первой мировой войне бывшие противники сражались на одной стороне, однако проигрыш войны привёл к распаду обоих государств.